# Moinhos de vento
Moinhos de Vento és una minisèrie brasilera produïda per Rede Globo, que es va emetre del 3 al 7 de gener de 1983 en 5 capítols. Amb argument i guió final de Walter Avancini, va ser escrita per Daniel Más i Leilah Assumpção, comptant amb la consulta de text de Luciano Ramos, i amb la direcció d'Adriano Stuart, Hugo Barreto i Walter Avancini.
L'octubre li fou atorgat a Barcelona un dels Premis Ondas en la categoria "sèrie de televisió", l'únic programa d'Amèrica Llatina que el va obtenir aquell any.

## Trama
La psicòloga Valentina descobreix que té càncer i que només li queden sis mesos de vida, el que amenaça la seva relació amb el poeta visionari Leandro.

## Repartiment
| Actor/Actriu             | Personatge | Ref   |
| ------------------------ | ---------- | ----- |
| Renée de Vielmond        | Valentina  |       |
| Carlos Augusto Strazzer  | Leandro    | [ 2 ] |
| Raul Cortez              | Ronaldo    | [ 2 ] |
| Maria Cláudia            | Sandra     | [ 2 ] |
| Maria Fernanda           | Loreta     | [ 2 ] |
| Mauro Mendonça           | Fausto     | [ 2 ] |
| Maria Isabel de Lizandra | Amparo     | [ 2 ] |
| Suzy Arruda              | Esther     | [ 2 ] |
| Lineu Dias               | Enéas      | [ 2 ] |
| Júlia Lemmertz           | Milena     | [ 2 ] |
| Deborah Evelyn           | Tereza     | [ 2 ] |
| Thales Pan Chacon        | Thiago     | [ 2 ] |
| Luiz Parreiras           | Emílio     | [ 2 ] |
| Aldine Müller            | Lídia      | [ 2 ] |
| Luiz Guilherme           | Fernando   | [ 2 ] |